# Mohana (Ethnie)
Die Mohana sind ein kleines Volk am Manchar-See in der Provinz Sindh in Pakistan.

## Lebensweise
Die Mohana leben auf Hausbooten auf dem Manchar-See, dem mit über 250 Quadratkilometern größten See Pakistans. Ihre traditionelle Lebensgrundlage ist der Fischfang. Das Fischervolk der Mohana hat einige speziell an seinen Lebensraum angepasste Techniken entwickelt, so die getarnte Jagd mittels Schilfrohren oder auf dem Kopf platzierten Pelikanen.
Naturkatastrophen haben den Fischbestand dezimiert, weshalb die Mohana mittlerweile zunehmend auf den Fang von Blässhühnern ausweichen – die einzigen Vögel, die bei den Mohana auf dem Speiseplan stehen.
Zur Ausbildung der Mohanakinder gehört auch die Vogelstimmenimitation, bei Bestehen einer entsprechenden Prüfung werden sie in den Kreis der Erwachsenen aufgenommen.
Abwässer und Pestizide aus der Landwirtschaft verschmutzen den Manchar-See, anhaltende Dürren trocknen ihn aus. Aufgrund dieser Zerstörung der ihrer wichtigsten Lebensgrundlage ist die Zahl der Mohana bereits von 60.000 auf ca. 25.000 gesunken.